# Condado de Winnebago (Wisconsin)
O Condado de Winnebago é um dos 72 condados do Estado americano do Wisconsin. A sede do condado é Oshkosh, e sua maior cidade é Oshkosh. O condado possui uma área de 1 499 km² (dos quais 363 km² estão cobertos por água), uma população de 156 763 habitantes, e uma densidade populacional de 138 hab/km² (segundo o censo nacional de 2000). O condado foi fundado em 1840.